# Platygyna hexandra
Platygyna hexandra är en törelväxtart som först beskrevs av Nikolaus Joseph von Jacquin, och fick sitt nu gällande namn av Johannes Müller Argoviensis. Platygyna hexandra ingår i släktet Platygyna och familjen törelväxter.
Artens utbredningsområde är Kuba. Inga underarter finns listade i Catalogue of Life.